# Annisis sprightly
Annisis sprightly is een zachte koraalsoort uit de familie Isididae. De koraalsoort komt uit het geslacht Annisis. Annisis sprightly werd in 1998 voor het eerst wetenschappelijk beschreven door Alderslade. 